# Campeonato Peruano de Fútbol de 1918
El Campeonato Peruano de Fútbol de 1918, denominado como «VII Campeonato de la Liga Peruana de Football 1918», fue la 7.ª edición de la Primera División del Perú y la 7.ª edición realizada por la ADFP. El Sport Alianza, actualmente Alianza Lima, obtuvo su primer título de Primera División.
Se desarrolló entre el 5 de mayo y 8 de septiembre de 1918, con la participación de catorce equipos de Lima & Callao bajo el sistema de todos contra todos en dos ruedas. Su organización estuvo a cargo de la Liga Peruana de Foot Ball (LPFB), hoy Asociación Deportiva de Fútbol Profesional (ADFP).
Ascendieron Sport Progreso No 1, Sportivo Lima No 1, Sport Vitarte y Association Alianza. No participaron el Club Sport José Gálvez que solicitó licencia a la Liga Peruana de Futbol y el Centro Sport Unión Miraflores, que declinó participar en el campeonato.

## Ascensos y descensos
| Club                | Ascendido como              |
| ------------------- | --------------------------- |
| Sportivo Lima       | 1º en Segunda División 1917 |
| Association Alianza | 2º en Segunda División 1917 |
| Sport Vitarte       | Segunda División 1917       |
| Sport Progreso      | Segunda División 1917       |

| Club             | Descendido como                   |
| ---------------- | --------------------------------- |
| Sport Tacna Nº 1 | Retirado en Primera División 1917 |

## Equipos participantes
| Club                  | Ciudad            | Fundación |
| --------------------- | ----------------- | --------- |
| Alianza Chorrillos    | Chorrillos, Lima  | 1914      |
| Association Alianza   | La Victoria, Lima | 1916      |
| Atlético Peruano      | Rímac, Lima       | 1910      |
| Fraternal Barranco    | Barranco, Lima    | 1915      |
| Jorge Chávez N°1      | Cercado, Lima     | 1910      |
| Sportivo Jorge Chávez | Callao, Callao    | 1913      |
| Sport Alianza         | La Victoria, Lima | 1901      |
| Sport Inca            | Rímac, Lima       | 1908      |
| Sport Juan Bielovucic | Cercado, Lima     | 1911      |
| Sport Progreso        | Rímac, Lima       | 1912      |
| Sport Vitarte         | Ate, Lima         | 1904      |
| Sportivo Lima         | Cercado, Lima     | 1900      |
| Sportivo Tarapacá     | Cercado, Lima     | 1909      |
| Unión Perú            | Cercado, Lima     | 1907      |

## Tabla de posiciones
El primer y segundo puesto de la tabla fueron Sport Alianza y Jorge Chávez N° 2 respectivamente.
| Pos. | Equipo                | PJ | PG | PE | PP | GF | GC | DG  | Pts. |
| ---- | --------------------- | -- | -- | -- | -- | -- | -- | --- | ---- |
| 1º   | Sport Alianza         | 26 | 19 | 3  | 4  | 54 | 20 | +34 | 41   |
| 2º   | Sportivo Jorge Chávez | 26 | ?  | ?  | ?  | ?  | ?  | ?   | ?    |
| 3º   | Sportivo Tarapacá     | 26 | ?  | ?  | ?  | ?  | ?  | ?   | ?    |
| 4º   | Alianza Chorrillos    | 26 | ?  | ?  | ?  | ?  | ?  | ?   | ?    |
| 5º   | Fraternal Barranco    | 26 | ?  | ?  | ?  | ?  | ?  | ?   | ?    |
| 6º   | Sport Progreso        | 26 | ?  | ?  | ?  | ?  | ?  | ?   | ?    |
| 7º   | Sport Inca            | 26 | ?  | ?  | ?  | ?  | ?  | ?   | ?    |
| 8º   | Atlético Peruano      | 26 | ?  | ?  | ?  | ?  | ?  | ?   | ?    |
| 9º   | Sportivo Lima         | 26 | ?  | ?  | ?  | ?  | ?  | ?   | ?    |
| 10º  | Unión Perú            | 26 | ?  | ?  | ?  | ?  | ?  | ?   | ?    |
| 11º  | Sport Vitarte         | 26 | ?  | ?  | ?  | ?  | ?  | ?   | ?    |
| 12º  | Jorge Chávez N°1      | 26 | ?  | ?  | ?  | ?  | ?  | ?   | ?    |
| 13º  | Association Alianza   | 26 | ?  | ?  | ?  | ?  | ?  | ?   | ?    |
| 14º  | Sport Juan Bielovucic | 26 | ?  | ?  | ?  | ?  | ?  | ?   | ?    |

|  |         |
|  | Campeón |

|                          |
| Campeón Nacional         |
| Sport Alianza 1.° título |
|                          |

## Equipos no participantes
- Unión Miraflores - no participó y desciende de categoría
- Sport José Gálvez  - no participó y desciende de categoría
- Escuela de Artes y Oficios  - no participó y desciende de categoría

## Equipos promovidos
- Sport Huáscar de Barranco - Asciende a 1.ª  División de 1919
- Sport Calavera de Surco Viejo - Asciende a 1.ª División de 1919
- Sport Saenz Peña de  Callao - Asciende a 1.ª División de 1919
- Sport José Gálvez - Asciende a 1.ª División de 1919

## Enlaces
- Espectáculo y autogobierno del fútbol, capítulo 4 de La difusión del fútbol en Lima, tesis de Gerardo Álvares Escalona, Biblioteca de la Universidad Nacional Mayor de San Marcos
- Tesis Difusión del Fútbol en Lima
- De Chalaca:El génesis
- Torneo de 1918
- retrofutbolas:Campeones y subcampeones del Fútbol Peruano